# Care4Life
Care4Life is een van de twee Nederlandse zorgverzekeraars die vanuit een christelijke levensopvatting werkt. Het is een merk van verzekeraar Aevitae, onder directie van Hans van Klaarbergen. Sinds 3 november 2022 concurreert het met Pro Life Zorgverzekeringen, dat voor verzekeringsjaar 2023 onder meer abortus heeft opgenomen in het basispakket.

## Oprichting
In 2019 betrad het Maltese EUCARE de Nederlandse zorgmarkt door risicodrager te worden van Aevitae collectieve zorgverzekeringen. Deze zorgverzekeraar laat de zorg inkopen via CAK Volmacht's dochteronderneming Caresq. In oktober 2022 is Care4Life opgericht door de broers Van Klaarbergen en Dirksen. Zij wilden een basisverzekering aanbieden voor mensen die zich niet willen verzekeren voor levensbeëindigende behandelingen, zoals euthanasie en abortus provocatus. Care4Life valt onder EUCARE.

## Zorgverzekeringswet
Care4Life vergoedt abortus alleen als het leven van de moeder in gevaar is. Daarvoor beroept Care4Life zich op een uitzonderingsclausule die in de Zorgverzekeringswet is gekomen door een amendement uit 2004, ingediend door de ChristenUnie en SGP.

## Zorgfinanciering
Een groot aantal zorgbehandelingen zijn verplicht opgenomen in het basispakket. Hieronder vallen euthanasie, abortus provocatus, in-vitrofertilisatie (ivf) en diverse anticonceptiemiddelen zoals de anticonceptiepil en het spiraaltje. De klanten betalen via hun verzekeringspremie mee aan dergelijke behandelingen, tenzij de verzekeraar de uitzonderingsclausule inroept.
De Rijksoverheid bepaalt wat er in het basispakket zit. Zorgverzekeraars bepalen wat in de aanvullende verzekeringen zit en kunnen ervoor kiezen om bepaalde zorgbehandelingen die niet in het basispakket zit ook niet aanvullend te vergoeden, zoals sterilisatie.

## Zorgaanbod
Care4Life richt zich op klanten die bewust niet willen meebetalen voor zaken als abortus, euthanasie, ivf, geslachtsverandering (behalve als iemand is geboren met zowel mannelijke als vrouwelijke kenmerken) en genetische onderzoeken zoals de NIPT, de nekplooimeting en de vlokkentest. Deze zorgverzekeraar biedt daarentegen wel psychologische hulp en palliatieve zorg op christelijke grondslag aan en vergoedt een cursus natuurlijke gezinsplanning als alternatief voor andere anticonceptiva en ivf. 